# Jean Mitchell
Jean Mitchell z domu Holmes (ur. 7 listopada 1940 w Panamie) – panamska lekkoatletka, sprinterka, medalistka igrzysk panamerykańskich, dwukrotna uczestniczka igrzysk olimpijskich.

## Kariera sportowa
Startując pod panieńskim nazwiskiem zdobyła złote medale w biegu na 100 metrów i sztafecie 4 × 100 metrów (która biegła w składzie: Marcela Daniel, Lorraine Dunn, Silvia Hunte i Holmes) na igrzyskach Ameryki Środkowej i Karaibów w 1959 w Caracas. Na igrzyskach panamerykańskich w 1959 w Chicago panamska sztafeta 4 × 100 metrów w składzie: Daniel, Holmes, Hunte i Carlota Gooden zdobyła srebrny medal. Holmes indywidualnie zajęła 6. miejsce w biegu na 60 metrów i 7. miejsce w biegu na 100 metrów.
Wzięła udział w igrzyskach olimpijskich w 1960 w Rzymie, na których odpadła w ćwierćfinale biegu na 100 metrów i eliminacjach sztafety 4 × 100 metrów. Była również zgłoszona do biegu na 200 metrów, w którym nie wystartowała. Zwyciężyła w biegu na 200 metrów i w sztafecie 4 × 100 metrów (w składzie: Hunte, Gooden, Dunn i Holmes) oraz nie ukończyła finałowego biegu na 100 metrów na igrzyskach ibero-amerykańskich w 1960 w Santiago.
Zwyciężyła w biegach na 100 metrów i na 200 metrów na igrzyskach boliwaryjskich w 1961 w Barranquilli. Zajęła 4. miejsca w biegu na 100 metrów i w sztafecie 4 × 100 metrów na igrzyskach panamerykańskich w 1963 w São Paulo. Na igrzyskach olimpijskich w 1964 w Tokio odpadła w eliminacjach sztafety 4 × 100 metrów i nie wzięła udziału (pomimo zgłoszenia) w biegach na 100 metrów i na 200 metrów.

## Rekordy życiowe
Rekordy życiowe Jean Mitchell:
- bieg na 100 metrów – 11,7 s (1960)
- bieg na 200 metrów – 24,1 s (14 sierpnia 1960, Lima)